# Adolfo Ruiz Cortines

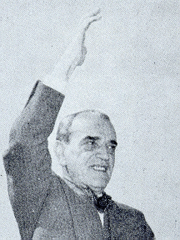
Adolfo Ruiz Cortines

Adolfo Ruiz Cortines (* 30. Dezember 1890 in Veracruz; † 3. Dezember 1973 in Mexiko-Stadt) war ein mexikanischer Politiker der Partido Revolucionario Institucional und vom 1. Dezember 1952 bis zum 30. November 1958 Präsident von Mexiko. Als Mitglied der konstitutionellen Armee war Ruiz Cortines der letzte mexikanische Präsident, der noch an der mexikanischen Revolution teilgenommen hatte.
Während seiner Amtszeit wurde das Frauenwahlrecht in Mexiko eingeführt.

## Präsidentschaft
Am 1. Dezember 1952 übernahm er im Alter von 62 Jahren die Präsidentschaft der Republik. In seiner Antrittsrede versprach Ruiz Cortines, dass der Kampf gegen die Korruption in der Regierung und in der Wirtschaft zu den wichtigsten Aspekten seiner Amtsführung gehören würde und dass er weiterhin enge Beziehungen zu den Vereinigten Staaten pflegen würde.
Ruiz Cortines änderte das Gesetz zur Förderung von Verantwortung und Ehrlichkeit im öffentlichen Dienst, um die zunehmende Korruption zu bekämpfen. Er schuf ein Gesetz, das Beamte dazu zwang, ihr Vermögen zu deklarieren, bevor sie ihre Arbeit in der Regierung aufnahmen, so auch ihn selbst. Ruiz Cortines' Ziel war es, das Vermögen der Beamten vor und nach ihrer Beteiligung an öffentlichen Aufgaben zu vergleichen, um illegale Bereicherung und Korruption zu bekämpfen.
Der Marinesekretär von Ruiz Cortines, Rodolfo Sánchez Taboada, starb am 1. Mai 1955 an einem Herzinfarkt. Am 9. Mai wurde der Untermarinesekretär Alfonso Poire Ruelas zum Nachfolger von Sánchez Taboada ernannt, ein Amt, das er bis zum 22. Dezember desselben Jahres innehatte. Am 1. Januar 1956 ernannte Ruiz Cortines Vizeadmiral Roberto Gómez Maqueo zum Nachfolger von Sánchez Taboada, der dieses Amt bis zum 1. April 1958 innehatte. Vom 1. April bis zum 15. September 1958 war Ruiz Cortines' Marinesekretär Héctor Meixuerio Alexandres.
Nach den Korruptionsskandalen der Alemán-Jahre wollte er der Regierung ein neues Image geben und ihre Glaubwürdigkeit wiederherstellen. Sein Credo war „Sparsamkeit und Moralisierung“. Er ließ mehrere politische und geschäftliche Weggefährten Alemáns strafrechtlich verfolgen, die sich während der vorangegangenen Regierung bereichert hatten. 1953 setzte er alle staatlichen Aufträge aus, um die Verschwendung zu reduzieren und die Korruption auszumerzen.
Er übte eine strenge Kontrolle über die öffentlichen Ausgaben aus und förderte den Bau von Straßen, Eisenbahnen, Staudämmen, Schulen und Krankenhäusern. Außerdem führte er einen Plan mit der Bezeichnung „Marsch zum Meer“ durch, der darauf abzielte, die Bevölkerung vom Hochland an die Küste zu verlagern und die Meeres- und Küstenressourcen besser zu nutzen und zu entwickeln. Im Rahmen dieses Programms wurde auch die Malaria ausgerottet. Er schuf das „Rural Social Welfare Program“, um die Lebensbedingungen der Landbevölkerung zu verbessern, und förderte die Landverteilung. Große ausländische Ländereien wurden enteignet. Außerdem führte er das Programm Farm Security ein, um die Landwirte vor Naturkatastrophen zu schützen.
Zu Beginn seiner Amtszeit reichte Präsident Ruiz Cortines eine Gesetzesvorlage zur Änderung von Artikel 34 der Verfassung ein, um den Frauen die gleichen politischen Rechte wie den Männern zu gewähren, wodurch die mexikanischen Frauen das Wahlrecht erhielten. Zur Förderung von Maßnahmen zur Deckung des Wohnungsbedarfs gründete er das Nationale Wohnungsinstitut. Er gab der Industrie, insbesondere den kleinen und mittleren Unternehmen, Impulse und legte den Grundstein für die Entwicklung der petrochemischen Industrie und förderte die Schaffung von Arbeitsplätzen.
Als Reaktion auf die technischen Fortschritte im Bereich der Kernenergie und in Anbetracht der Tatsache, dass Mexiko von dieser Entwicklung nicht unberührt bleiben konnte, schuf er die Nationale Kernenergiekommission. Die Grund- und Sekundarschulbildung wurde stark gefördert. Er unterstützte insbesondere die Polytechnische Universität. Ruiz Cortines rüstete die Nationale Autonome Universität von Mexiko (UNAM) aus und begann mit der Subventionierung von Universitäten in der ganzen Republik.
Ein weiteres Hauptziel seiner Regierung war die Verbesserung der Gesundheit von Männern und Frauen in Mexiko. Deshalb bekämpfte er die Unterernährung von Kindern und förderte eine Impfkampagne. Ruiz Cortines wandte sich den sozialen Problemen zu und verordnete der mexikanischen Regierung eine Ära der Sparsamkeit.
Die Regierung Ruiz Cortines beschloss, die öffentlichen Ausgaben zu kürzen, die öffentlichen Finanzen zu konsolidieren und die Inflation zu bekämpfen. Diese Politik führte zu makroökonomischer Stabilität und trug dazu bei, dass die mexikanische Wirtschaft in den 1950er-Jahren hohe Wachstumsraten verzeichnete. Zum ersten Mal seit vielen Jahren erwirtschaftete die mexikanische Regierung einen Haushaltsüberschuss. Als Ruiz Cortines jedoch 1953 alle staatlichen Aufträge aussetzte, wurden die Bauunternehmen geschwächt, die nationale Produktion ging zurück, das Außenhandelsdefizit stieg um ein Drittel, und fast alle Arbeitgeber kündigten Entlassungen an. Er entschied sich für eine Abkehr von der Sparpolitik und richtete seine Politik neu auf die Ankurbelung der Produktion aus[15] und kündigte einen rekordverdächtigen Ausgabenplan in Höhe von 400 Millionen Dollar an, die in öffentliche Bauprojekte gepumpt werden sollten. Im April 1954, in der so genannten „Krise der Weihnachtszeit“, musste er den Peso von 8,65 Dollar auf 12,50 Dollar abwerten.
Bis zum Ende seiner Amtszeit im Jahr 1958 hatte er drei sozialpolitische Konflikte mit Bauern, Lehrern und der Gewerkschaft der Eisenbahnarbeiter zu bewältigen.
Das reale Nationaleinkommen Mexikos war zur Hälfte des Jahres 1954 um 7 % und zur Hälfte des Jahres 1955 um 10 % gestiegen. 1954 stieg die mexikanische Stromerzeugung um 10 %, die verarbeitende Industrie um 9,8 % und die Erdölproduktion um 15 %. Bis 1955 waren die mexikanische Getreide-, Kaffee- und Baumwollproduktion und -erträge seit Beginn der Amtszeit von Ruiz Cortines um 20 % gestiegen, was zu diesem Zeitpunkt für Mexiko einen historischen Höchststand darstellte.
Während der Amtszeit von Ruiz Cortines unterhielt Mexiko kalte diplomatische Beziehungen zu den Vereinigten Staaten, da Ruiz Cortines sich weigerte, Abkommen zu schließen, die Mexiko zur Teilnahme an internationalen Kriegen verpflichteten. Während seiner Amtszeit schloss Ruiz Cortines den Bau von Projekten wie dem Falcon-Staudamm ab, der mit 58. Der Damm am Rio Grande (Río Bravo in Mexiko) wurde am 19. Oktober 1953 von Ruiz Cortines und US-Präsident Dwight D. Eisenhower eingeweiht.
Im Jahr 1956 nahm Ruiz Cortines an einem Treffen mit US-Präsident Eisenhower und dem kanadischen Premierminister Louis St. Laurent teil. Während des Treffens erörterten die beiden Staatsoberhäupter Fragen der Einwanderung, der wirtschaftlichen Zusammenarbeit, der Zivilluftfahrt und der illegalen Fischerei in den Küstengebieten. Im Allgemeinen war die Außenpolitik von Präsident Ruiz Cortines konservativ und respektierte die Souveränität anderer Nationen.[2] Seine Regierung strebte eine engere Beziehung zu Lateinamerika an und bemühte sich um die Integration in das institutionelle System Lateinamerikas, die Organisation Amerikanischer Staaten (OAS). Auf der Konferenz von Caracas im Jahr 1954 scheiterte Mexiko mit seinem Versuch, die Selbstbestimmung des Volkes zu verteidigen.

## Auszeichnungen (Auswahl)
- 1954: Sonderstufe des Großkreuzes des Verdienstordens der Bundesrepublik Deutschland